# 마인츠 대성당

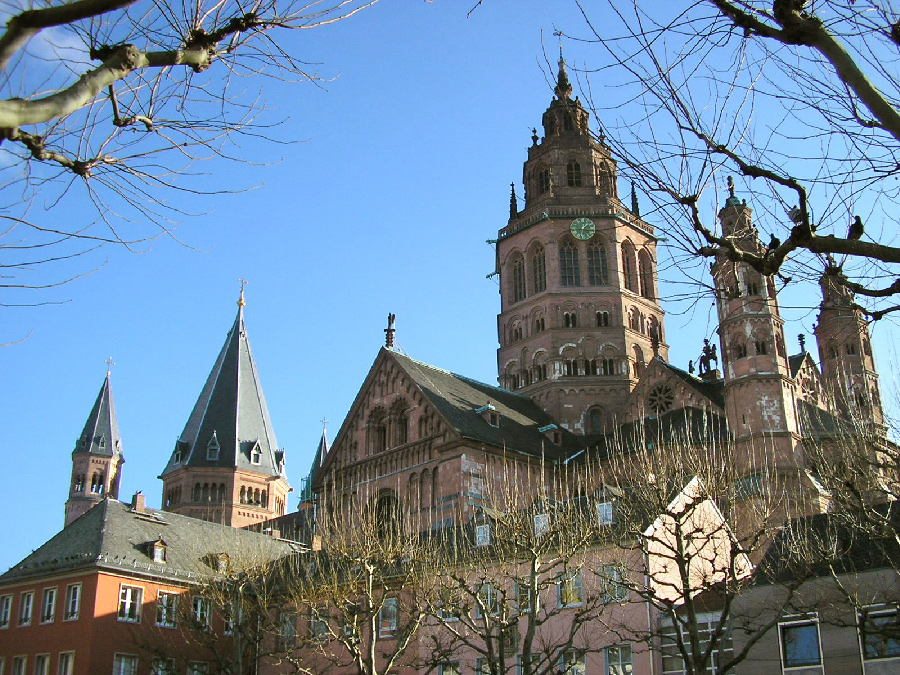
마인츠 대성당

마인츠 대성당(Mainzer Dom 또는 Martinsdom, 정식 명칭 : Der Hohe Dom zu Mainz)은 독일 마인츠에 위치한 로마네스크 고딕, 바로크 혼합 양식의 마인츠교구의 주교좌 성당이다. 독일 3대 성당중 하나이다.

## 같이 보기
- 쾰른 대성당
- 트리어 대성당